# Gubbgölen, Småland
Gubbgölen är en sjö i Emmaboda kommun i Småland och ingår i Hagbyåns huvudavrinningsområde.